# محيط ايبتوس

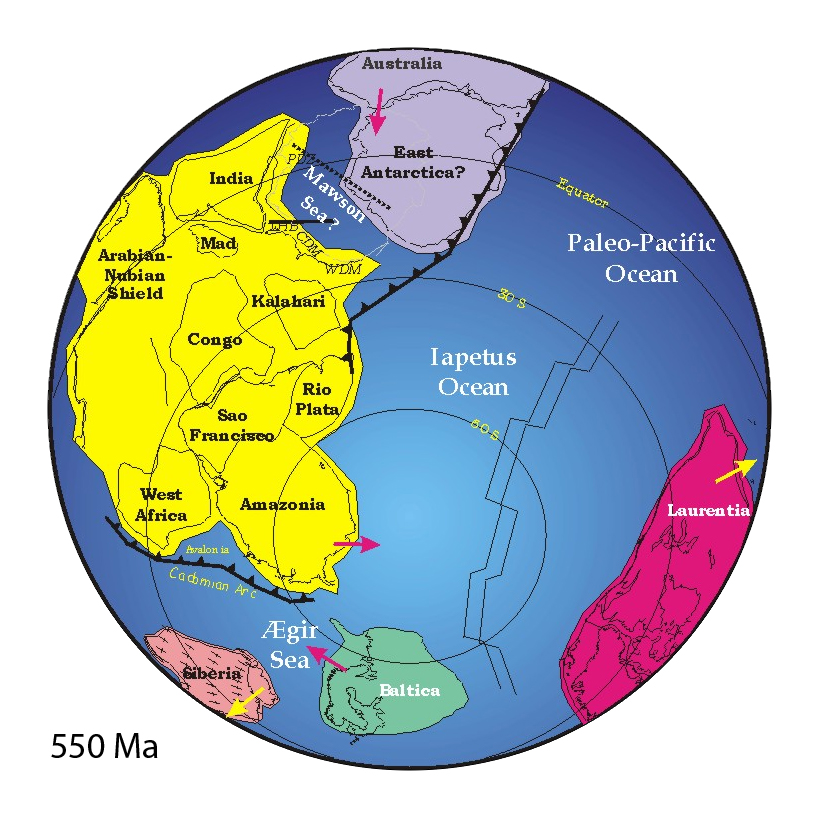
شكل محيط ايبتوس وكيف كان محاطا بالقارات التي قد تكون تشكلت خلال العصر الإدياكاري.

محيط ايبتوس (باللاتينية: Iapetus)، وهو محيط كان موجودا في أواخر حقبة الطلائع الحديثة وبداية حقبة الحياة القديمة من مقياس زمني جيولوجي (بين 600 و 400 مليون سنة مضت).